# Колчинський Олександр Леонідович
Олександр Леонідович Колчинський (20 лютого 1955, Київ — 16 липня 2002) — український борець греко-римського стилю. Перший український борець греко-римського стилю, якому вдалося стати дворазовим олімпійським чемпіоном.

## Біографія
Олександр Колчинський закінчив Київський державний інститут фізичної культури (1981 р.). Тренувався у Києві в Центральному спортивному клубі армії. Тренер: Юрій Віленський.
Золоті олімпійські медалі й звання олімпійського чемпіона Колчинський здобував двічі — на монреальській та московській Олімпіадах у надважкій ваговій категорії.
Чемпіон світу 1978 р. Срібний призер (1975, 1977, 1979) чемпіонатів світу. Срібний призер (1976, 1977) та бронзовий (1975) чемпіонатів Європи. 
У 1994-му був звинувачений в рекеті й засуджений. Указом Президента України Леоніда Кучми помилуваний 1996 року в день відкриття Олімпійських ігор в Атланті. Останніми роками Олександр Колчинський тренував молодих атлетів. Засновник Міжнародного юнацького турніру з греко-римської боротьби, що проводиться й досі. 
Помер від серцевого нападу на 48-му році життя під час відпочинку на Волині. Представники федерації греко-римської боротьби України повідомили, що через надмірні фізичні навантаження проблеми з серцем у Колчинського виникли ще у 1980 році. Відразу ж після завершення Московської Олімпіади борець потрапив до московської лікарні. 

## Нагороди
Нагороджений орденами «Знак Пошани» (1976), Трудового Червоного Прапора (1980). 